# Elmer Gainer
Elmer R. Gainer (Chicago, Illinois; 22 de noviembre de 1918-Des Plaines, Illinois; 29 de septiembre de 1970) fue un jugador de baloncesto estadounidense que disputó dos temporadas entre la BAA y la NBA, además de otras 8 en la NBL. Con 1,98 metros de estatura, jugaba en la posición de pívot.

## Trayectoria deportiva

### Universidad
Desarrolló su carrera universitaria con los Blue Demons de la Universidad DePaul, convirtiéndose en el primer jugador de la misma en jugar en la NBA.

### Profesional
Comenzó su andadura profesional en los Fort Wayne Zollner Pistons, equipo que debutaba en la NBL, formando parte del primer quinteto inicial de su historia, siendo uno de los 5 jugadores que superaron la barrera de los 100 puntos en aquella primera temporada.
En 1943 fichó por los Sheboygan Redskins, y al año siguiente por los Chicago Gears, donde jugó dos temporadas. En 1946 ficha por los Anderson Packers, donde su foto apareció en la portada del programa oficial del equipo.
Fue elegido en la septuagésimo sexta posición del Draft de la BAA de 1947 por Baltimore Bullets, con los que sólo llegó disputar cinco partidos, en los que consiguió 5 puntos en total. Regresó en 1949 en las filas de los Waterloo Hawks, disputando 15 partidos en los que promedió 1,6 puntos, retirándose al término de la temporada.

## Estadísticas de su carrera en la BAA y la NBA

### Temporada regular
| Temporada | Edad | Equipo            | Liga  | P  | TIT | MIN | TC  | TCA | %TC  | 3P | 3PA | %3P | TL  | TLA | %TL  | R.OF. | R.DEF. | REB | ASIS | ROB | TAP | PER | FP  | PTS |
| 1947-48   |      | Baltimore Bullets | BAA   | 5  |     |     | 0.2 | 1.8 | .111 |    |     |     | 0.6 | 1.2 | .500 |       |        |     | 0.6  |     |     |     | 1.6 | 1.0 |
| 1949-50   |      | Waterloo Hawks    | NBA   | 15 |     |     | 0.6 | 2.3 | .257 |    |     |     | 0.4 | 0.5 | .750 |       |        |     | 0.5  |     |     |     | 1.9 | 1.6 |
| Total     |      |                   | TOTAL | 20 |     |     | 0.5 | 2.2 | .227 |    |     |     | 0.5 | 0.7 | .643 |       |        |     | 0.5  |     |     |     | 1.8 | 1.5 |
|           |      |                   | NBA   | 15 |     |     | 0.6 | 2.3 | .257 |    |     |     | 0.4 | 0.5 | .750 |       |        |     | 0.5  |     |     |     | 1.9 | 1.6 |
|           |      |                   | BAA   | 5  |     |     | 0.2 | 1.8 | .111 |    |     |     | 0.6 | 1.2 | .500 |       |        |     | 0.6  |     |     |     | 1.6 | 1.0 |